# Bata
För andra betydelser, se Bata (olika betydelser).
Bata är en tjeckisk skotillverkare, grundad 1894 i Zlín och med huvudkontor i Lausanne, Schweiz. Bata grundades 1894 av Tomáš Baťa i Zlín som då låg i Österrike-Ungern (Mähren). Bata fick tidigt framgångar genom att satsa på serieproduktion i fabriker.

## Historia

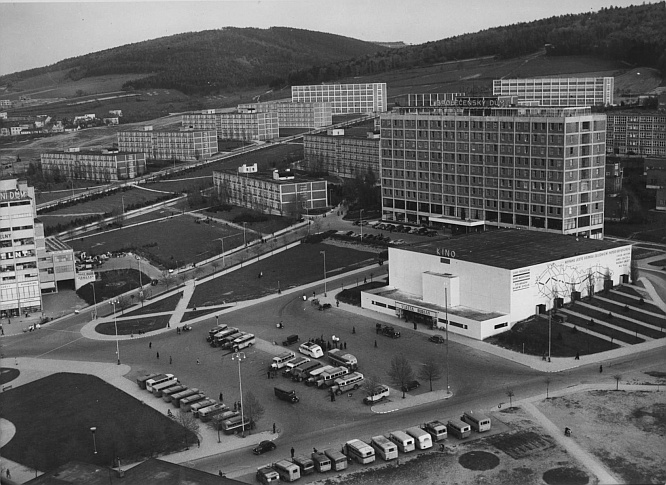
Bata i Zlin

Batas grundare Tomáš Baťa tillhörde en familj med en lång tradition som skomakare. Tomáš Baťa praktiserade som skomakare i faderns verkstad och han skickades även som att sälja skor (filttofflor) i Prag som blev en framgång då han lämnade stadens centrum och hittade kunderna i stadens utkanter. Hans tid i Wien blev däremot utan framgång. 1894 startade han tillsammans med sin äldre bror upp en liten verkstad i Zlín under namnet T. & A. Baťa. De utmärkte sig genom att satsa på modernare fabrikation än den då gällande med små verkstäder med mästare och gesäller. Till en början hade man problem med skulder sedan man inte lyckats få någon avsättning på produktionen men kunde efterhand bli framgångsrikt. Affären gick bra, och Baťa grundade 1900 en egen skofabrik i tämligen blygsam skala. En framgång kom 1897 då man lanserade skon Batovka.
Den utvidgades mer och mer, och 1909 började företaget sin export och fick stora framgångar. Delar i framgångarna var att Bata tidigt satsade på modern produktion och fick upp volymerna. Han utmärkte sig också genom att införa fasta arbetstider och fasta löner. Bata kom även att ta intryck under sin period i USA då han arbetade i den amerikanska skoindustrin och arbetade även i Pirmasens, centrum för den tyska skoindustrin.

### Världskoncernen Bata
När första världskriget bröt ut, fick Bata nära nog ensamrätten till skoleveranserna åt armén och skickade även stora beställningar till Tyskland. Vid Baťas död sysselsattes 20 000 arbetare i hans fabriker. Under första världskriget levererade man stövlar till olika länders arméer. Bata-företagen i de olika länderna verkade självständigt från det tjeckoslovakiska moderbolaget. På de orter som Bata var verksamt skapades bostadsområden för arbetarna som gett namn åt orter som Batadorp (Nederländerna), Batovany (Slovakien), Batov, Batawa (Kanada), Bataville (Frankrike), Bata Park (Schweiz) och Batanagar (Indien). Bata är känt för att sedan lång tid tillbaka haft ett stort socialt engagemang och Zlin blev känd som Batastaden när den genom Bata kom att växa snabbt under mellankrigstiden och bland annat fick Europas största biograf.

### Batasystemet
Fabrikens framgångar gjorde de så kallade "Batasystemet" känd, den princip efter vilken Tomáš Baťa organiserade arbetet i fabriken. Principerna var:
1. Rationalisering. Skorna skulle tillverkas efter så rationella principer som möjligt. Av såväl butikspersonal som arbetare fordrades högt kunnande inom respektive område, Batas skoaffärer kallades "tjänandets hus". Produktionstakten var högt uppdriven efter löpandebandsprincipen, man tillämpade arbetsrotation för att undvika monotoni och införde 40-timmarsvecka med lördagen som obligatorisk studiedag.
2. Integration. Bataverken tillverkade själva alla de i skorna ingående råvarorna för att ha kontroll över sin råvarutillgång. Man försökte även ha en flexibel produktion för att då efterfrågan på skor sjönk i stället kunna satsa på tillverkning av gummileksaker och bildäck. Man hade tidigt en rationell indelning av verkstaden i centralledning, personalavdelning, inköpsavdelning som även skötte reklam med mera, transportavdelning, teknisk avdelning, byggnadsavdelning, maskinavdelning (som skötte handhavandet av fabrikernas maskiner) och skogs- och lantbruksavdelningen som skötte företagets skogs- och jordbruk.
3. Självförvaltning. Till skillnad från liknande större amerikanska fabriker hade Bataverkens avdelningar stor självständighet och egen redovisning, och konkurrerade med andra avdelningar inom företaget.
4. Vinstandelssystem. Omkring 20-30 % av lönen för fabrikens arbetare utgjordes av vinstandelar. Av dessa utbetalades 50 % medan resten hölls inne av fabriken mot 10 % ränta att utbetalas då arbetaren sade upp sig med ett års varsel. Allt för att skapa lojala arbetare.

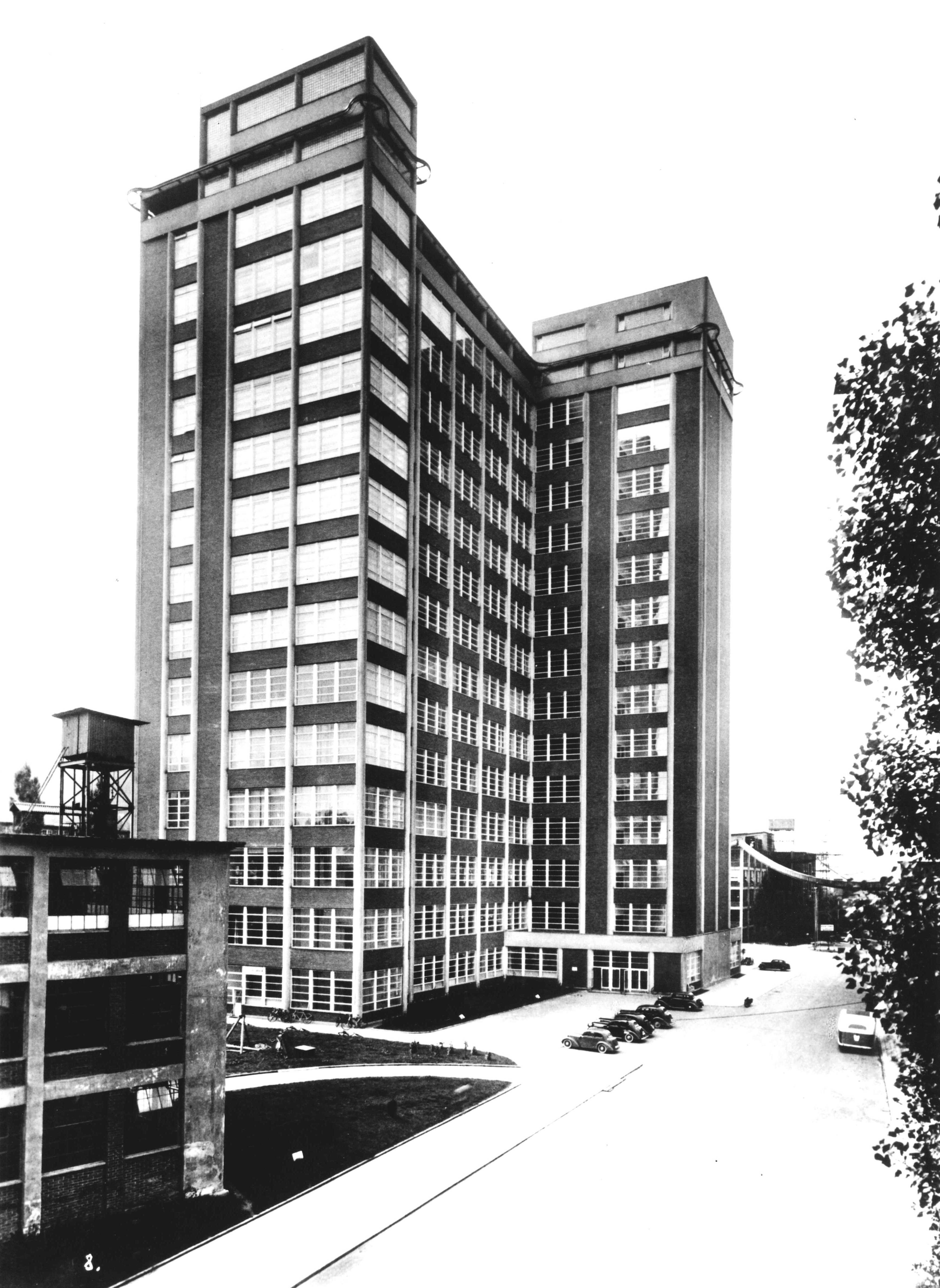
Batas skyskrapa i Zlin
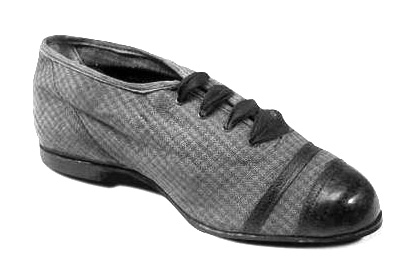
Skomodellen Batovka
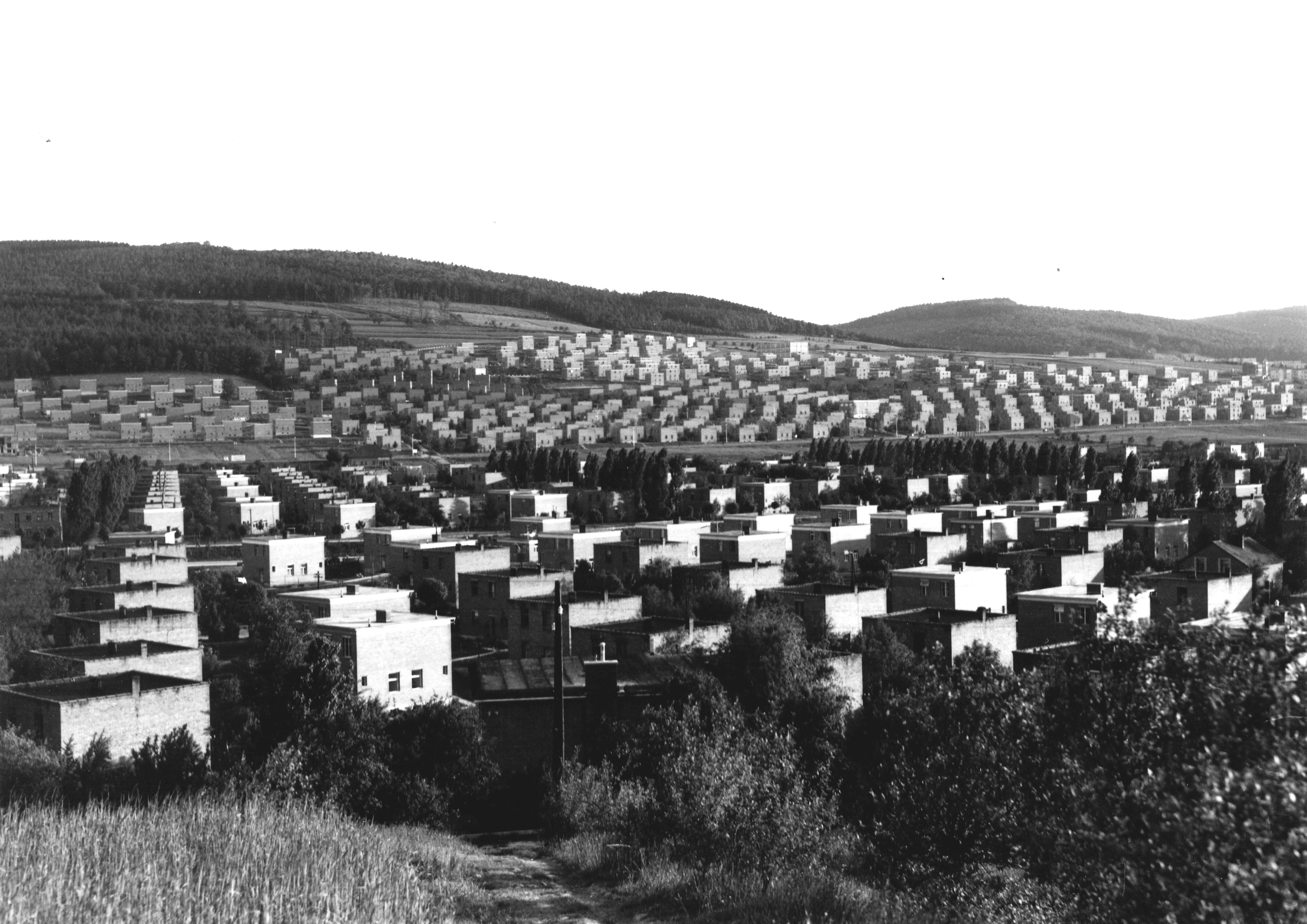
Bostadshus för Bataanställda
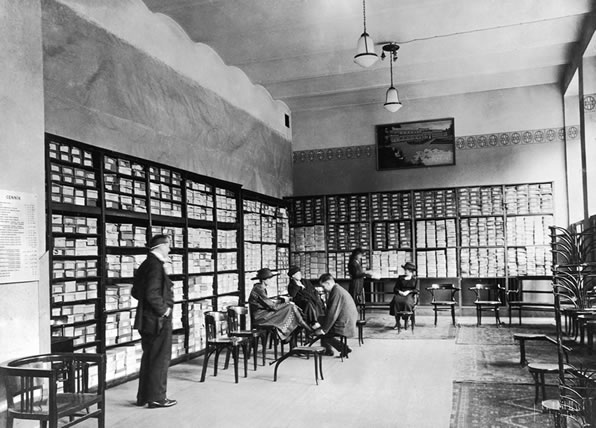
Batabutik under 1920-talet

I Tjeckoslovakien hade Bata vid Tomáš Baťa bortgång 1200 egna skoaffärer samt egna försäljningsställen och generalagenturer överallt i Europa. Batas egna skoaffärer kallade Bata själv "Tjänandets hus". Under 1930-talet avancerade man till positionen som världens största skotillverkare och fabriker byggdes över hela världen, bland annat i Tyskland, England, Jugoslavien och Indien. En del i att man byggde fabriker var att länder hade höga importtullar vilket försvårade exporten för Bata. Jan Antonín Baťa, halvbror till Tomáš Baťa, tog över företaget efter hans död 1932. Under 1930-talet ingick förutom skoindustrin kemiindustri, gruvor, kanaler, järnväg och filmstudios i Batakoncernen.
Däcktillverkaren Barum har sitt ursprung i Bata som under 1930-talet började tillverka bildäck. Barum bildades sedan i samband med att familjen Bata förlorade kontrollen över bolaget 1948. Baťa i Zlín slogs då samman med Rubena i Náchod och Mitas i Prag. 1972 upphörde tillverkningen i Zlin till förmån för den nya fabriken i Otrokovice som börjat uppföras 1966.

### Flytt från Tjeckoslovakien
Den politiska utvecklingen med den tyska ockupationen förde med sig att Jan Antonín Baťa lämnade landet och reste till USA och senare slog sig ner i Brasilien där han startade Bata. Samtidigt kom Thomas J. Bata (Tomáš J. Baťa), son till grundaren, att flytta till Kanada där han tog upp Batas kanadensiska verksamhet med tillverkning i Batawa och sedermera flyttades Batas huvudkontor till Toronto men är idag i Lausanne i Schweiz. Det som blev kvar av Bata i Tjeckoslovakien förstatligades efter 1945 varpå det kom att finnas tre olika Bata-företag.